# Stile libero (Aeroplanitaliani)
Stile libero è l'album di debutto del gruppo musicale italiano Aeroplanitaliani, pubblicato dall'etichetta discografica Sugar nel 1992.

## Tracce
1. Aeroplanitaliani Ragga – 2:40
2. La vita è un treno – 4:20
3. 15 amandoci – 3:21
4. Mario monomandatario – 3:48
5. Attraversando – 4:49
6. Stile libero – 3:06
7. Quince amandonos – 2:11
8. Piccoli pericoli – 4:15
9. Voglio scoprir l'America 2 – 3:38
10. Tutto rotola – 3:44
11. Zitti zitti (Il silenzio è d'oro) – 5:54
12. Plagio – 1:17
13. (no audio) – 13:04
14. Untitled – 3:16

Durata totale: 59:23